# Whoops, I'm an Indian!
Whoops, I'm an Indian!, lançado pela Columbia Pictures em 1936, é o 18º curta-metragem estrelado pelos Três Patetas.
Whoops, I'm an Indian! foi gravado de 2 a 6 de junho de 1936.A cena da canoa em alta velocidade foi reutilizada para o encerramento de Back to the Woods de 1937.

O trio de comediantes (Moe, Larry e Curly) lançou 190 curtas-metragens para o estúdio entre 1934 e 1959.

## Enredo
Os Três Patetas são jogadores desonestos do Velho Oeste da cidade de Lobo City. Eventualmente, eles são pegos enganando os moradores (incluindo um perverso, violento e musculoso lenhador chamado Pierre) de uma cidade da fronteira, quando Larry esconde um ímã em uma ferradura dentro de seu sapato. Eles são descobertos e devem escapar para o bosque. Agora, como fugitivos, os Patetas precisam escapar do xerife. Então, os três se disfarçam de índios para não serem encontrados.
As coisas começam a dar errado quando Pierre começa a gostar de Curly, que está disfarçado de índia. Os dois logo se casam. Vários minutos depois, a peruca de Curly cai e o trio acaba tendo que escapar novamente. Eles encontram o que acreditam ser um lugar seguro para se esconder, quando descobrem que acidentalmente se trancaram na prisão de Lobo City.